# Паола Паллоттіно
Паола Паллоттіно (італ. Paola Pallottino; нар. 9 квітня 1939, Рим) — італійська письменниця, поетеса, мистецтвознавиця та ілюстраторка.

## Біографія
Паола Паллоттіно народилася 9 квітня 1939 року в Римі у сім'ї етрусколога Массімо Паллоттіно.
У 1966-1976 роках працювала у видавництвах Ponte Nuovo, Emme Edizioni, Zanichelli, Marsilio, Sansoni та Rizzoli, пишучи та ілюструючи дитячі оповідання та наукові тексти. Захоплена проблемами наукової ілюстрації, вона проілюструвала понад двадцять текстів з географії, математики, психології, медицини, біології та природничих наук, у тому числі 600 тварин для зоології Нуово Зінґареллі.
Паралельно із зануренням у світ образотворчого мистецтва (її батько Массімо Паллоттіно був директором Всесвітньої енциклопедії мистецтв), Паола Паллоттіно плекала пристрасть до письменництва та поезії, яку заохочував письменник Альдо Палаццескі, сусід по великому палацу, який маркіз Джуліано Капраніка дель Грілло подарував своїй дружині, акторці Аделаїді Рісторі.
Саме після одруження у 1962 році з архітектором Стефано Помпеї (сином ілюстратора Маріо Помпеї), під час подорожі до Тунісу, вона відкрила для себе французьких співаків-піснярів Жоржа Брассенса та Жака Бреля й почала писати вірші у пісенній формі.
У 1971 році, через п'ять років після остаточного переїзду до Болоньї, він розпочав творчу співпрацю з Лучіо Далла, для якого написала слова пісні «4 березня 1943 року» (італ. «4 marzo 1943»), а також інших пісень, таких як «Велетень і дівчинка» (італ. «Il gigante e la bambina»), «Дитина, що палить» (італ. «Il bambino di fumo»), «Така людина, як я» (італ. «Un uomo come me») та «Анна Беллана» (італ. «Anna Bellanna»).
Як авторка текстів, у 1971 році вона співпрацювала зі співаком-актором Сільвано Пантеско (який поклав її твори на музику) для альбому «Bianco come la neve rosso come il sangue» (пісні про маргіналізацію та насильство над дитинством). У 1974 році вона написала слова для «Donna circo», платівки на феміністичну тематику, покладеної на музику і заспіваної Джанфранкою Монтедоро і виданої компанією BASF, а в 1994 році — слова для «Giovanna d'Arco і La ragazza e l'eremita», записані Анджело Брандуарді в альбомі «Domenica e lunedì». Її кар'єра поетеси, однак, відійшла на другий план і Паола Паллоттіно також поступово відійшла від своєї первісної професії креслярки і назавжди присвятила себе вивченню ілюстрації.
Перший значний внесок у цій галузі вона зробила у 1978 році, коли задумала й випустила для видавництва Nuova Cappelli серію «Сто років ілюстрації» (італ. «Cento anni di illustratori»): дев'ять томів (підкріплених багатим іконографічним апаратом), присвячених великим «олівцям» століття, від Серджіо Тофано до Маріо Помпеї, від Антоніо Рубіно до Ґоліята. Серед авторів передмов, які відкривають вісім з дев'яти томів, — імена Джуліо Карло Аргана, Паоло Полі, Федеріко Фелліні та Маріо Лузі.
Наукова діяльність призвела до того, що в наступні роки вона опублікувала книги, есеї, передмови та вступу, рецензії, наукові статті та статті для енциклопедій і словників, зробивши фундаментальний внесок у зародження та систематизацію нової дисципліни — історії ілюстрації.
Серед найважливіших праць — «Історія італійської ілюстрації» (італ. «Storia dell'illustrazione italiana»), видана Занічеллі в 1988 році. У виданні вперше пропонується огляд шляху, який пройшло репродуковане зображення в Італії, від ксилографії до винайдення літографії й до найсучасніших технологій друку.
З 1992 по 2005 рік вона була директоркою Музею ілюстрації — Центру студій уяви у Феррарі, де за тринадцять років організувала численні групові та одноосібні виставки.
Паралельно з науковою роботою Паола Паллоттіно вела інтенсивну академічну діяльність: з 1982 по 1992 рік на запрошення Ренато Баріллі (професора кафедри феноменології стилів) як ад'юнкт-професора вона викладала історію сучасної ілюстрації в DAMS в Болоньї. У 1998 році стала доценткою в Університеті Мачерата, де викладає історію сучасного мистецтва, а сьогодні викладає історію ілюстрації в Академії мистецтв Болоньї.
У 2010 році «Історія італійської ілюстрації» (італ. «Storia dell'illustrazione italiana») була перевидана з додаванням нових іконографічного та бібліографічного покажчиків у видавництві Usher.
У 2013 році знялася в документальному фільмі «Пристрасть Паоли» (італ. «La passione di Paola»), написаному і знятому Мікеле Помпеї та Елізою Сатта (у співпраці з компаніями Home Movies і Kiné).